# Пирогівці (Хмельницький район)
Пирогі́вці — село у Хмельницькому районі Хмельницької області. Розташоване на річці Південний Буг. Площа 1 км², населення 1400 осіб.

## Історія
У люстрації 1469 року вказано, що королівські маєтності Пирогівці та Бахматівці були в управлінні подільського воєводи Мужила за 50 марок.
В писемних пам'ятках село Пирогівці вперше згадується у 1493 році. З XVII століття село входить до складу Меджибіжзького ключа маєтків магнатів Сенявських. 1838 року село ввійшло до складу військових поселень і перебувало в такому положенні до 1857 року.
Від 1849 року в селі розпочинається робота сільської школи, яка 1875 року була перетворена в міністерське однокласне народне училище. У сім'ї сільського священника народився відомий науковий діяч — професор Василь Храневич.
В роки голодомору 1932—1933 років у селі померло 417 осіб.
7 липня 1941 року село було окуповане нацистами. Насильно було вивезено до Німеччини 65 селян. В ніч на 24 березня 1944 року село було звільнено від нацистів. На фронтах війни загинуло 160 односельчан.

## Населення

### Мова
Розподіл населення за рідною мовою за даними перепису 2001 року:
| Мова            | Кількість | Відсоток |
| --------------- | --------- | -------- |
| українська      | 1394      | 97.21%   |
| російська       | 30        | 2.09%    |
| вірменська      | 7         | 0.49%    |
| білоруська      | 1         | 0.07%    |
| румунська       | 1         | 0.07%    |
| інші/не вказали | 1         | 0.07%    |
| Усього          | 1434      | 100%     |

## Сучасність
Від 1964 року відкрито нову школу, у якій навчалося 300 дітей. У 1967 році відкрито сільський музей, який був знищений під час пожежі 1977 року. 1989 року відкрито новий музей «Село і люди», який розмістився у трикімнатній квартирі по вулиці Центральній. У 2013 році музей змінив свою адресу і тепер працює у приміщенні Пироговецької середньої школи.
У селі діє храм великомучениці Параскеви (1781 року). 1896 року було освячено храм святого великомученика Димитрія на сільському кладовищі, який у 1930-х роках був знищений радянською владою.
Через село проходить траса Львів — Кропивницький — Знам'янка.
Історики-краєзнавці с. Пирогівці: Сімчук М. О., Сімчук О. М.

## Відомі люди
У Пирогівцях народився відомий громадський діяч Ігор Петрович Мазур (Тополя).
- Храневич Василь Полікарпович — український зоолог. Фундатор подільської зоологічної школи.

## Галерея

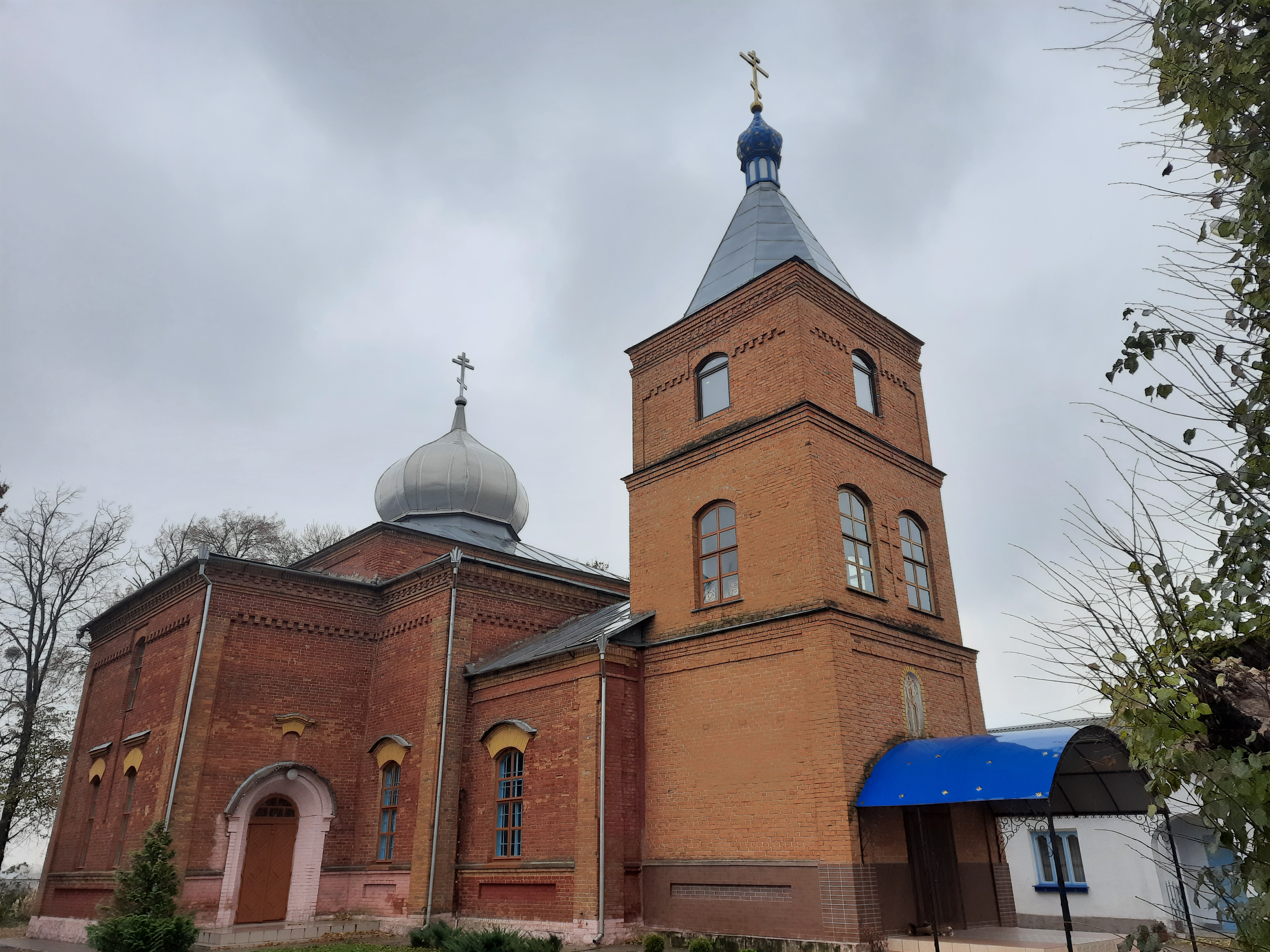
Церква святої Параскеви
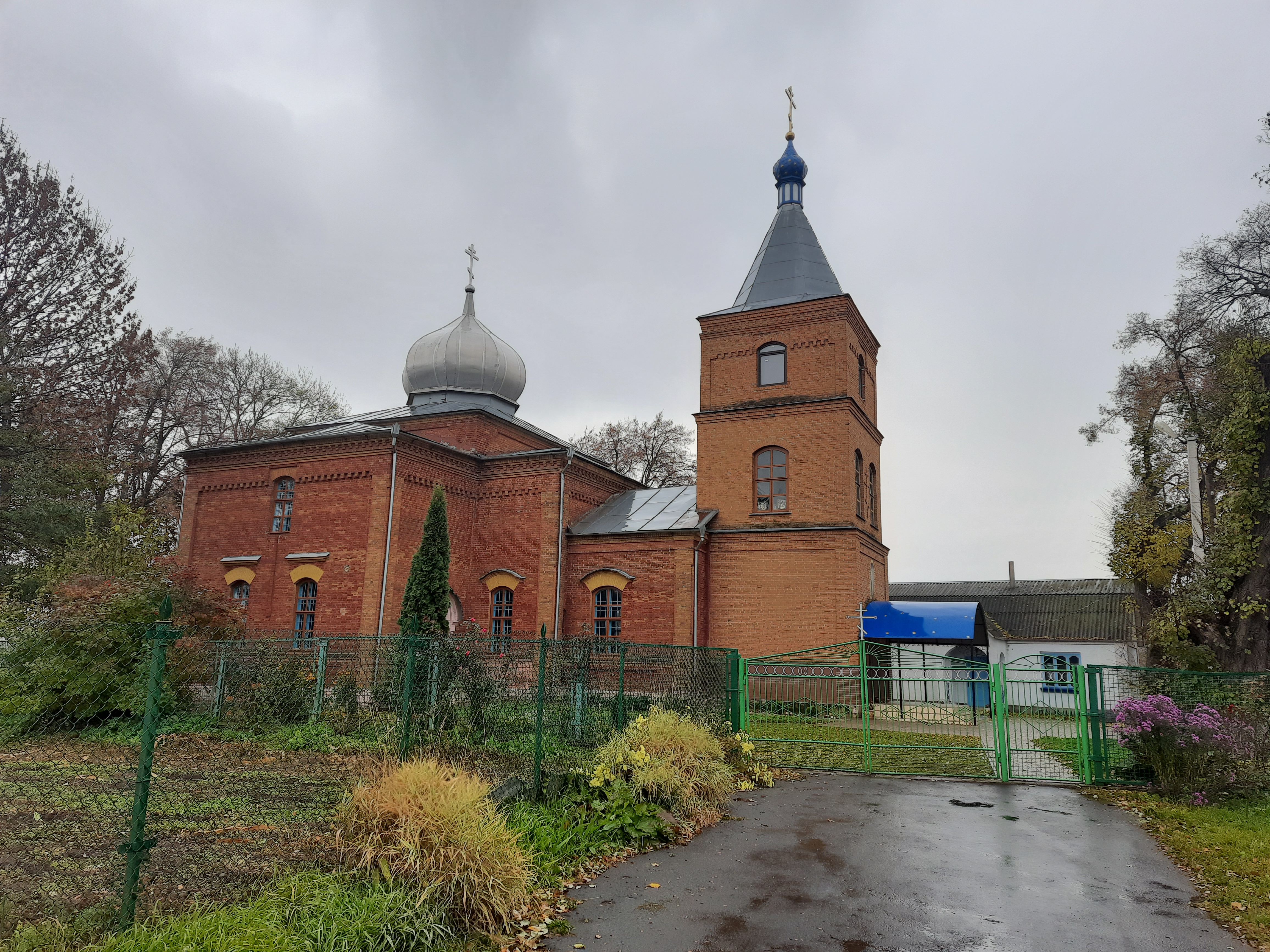
Церква святої Параскеви
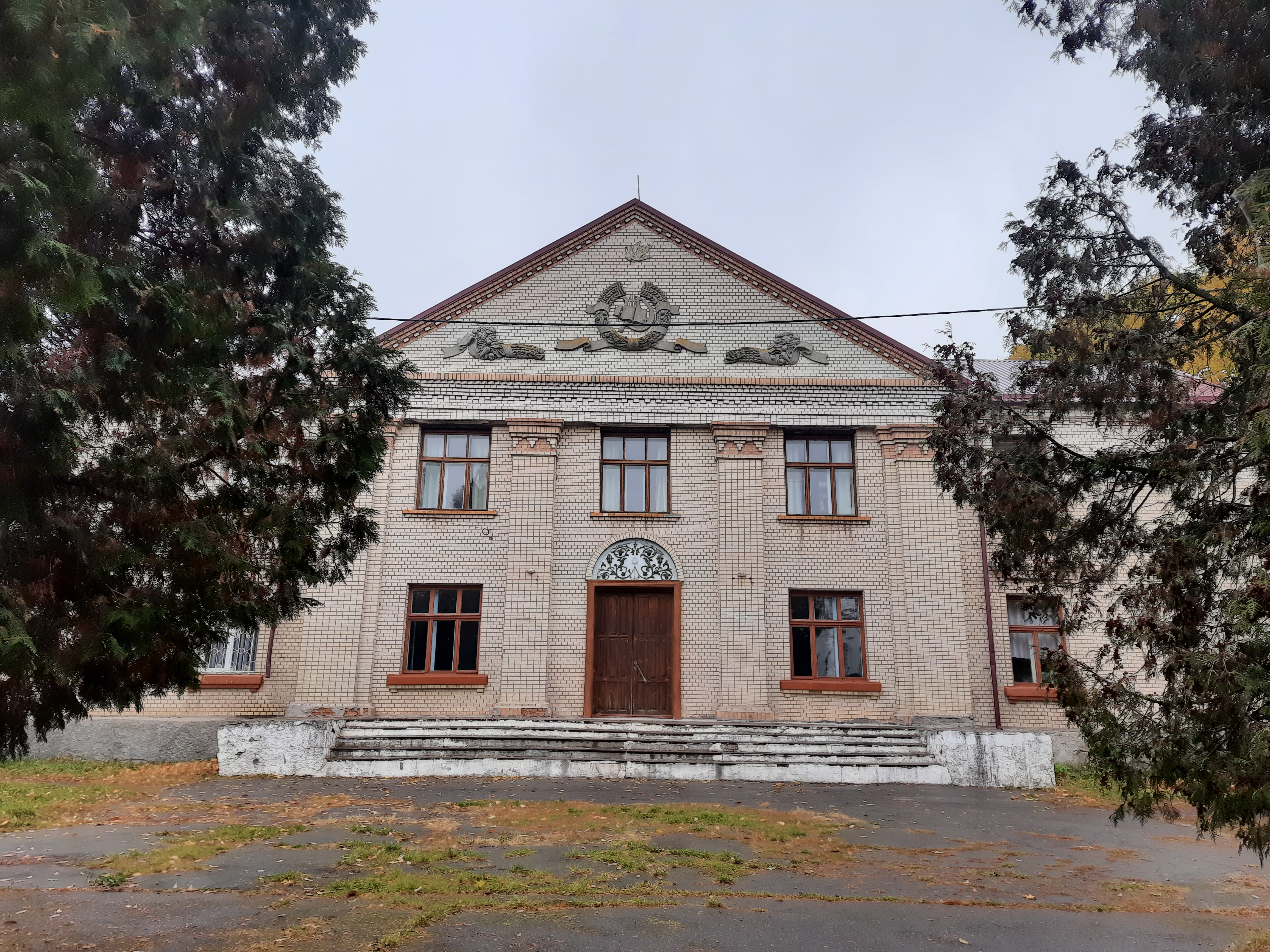
Будинок культури
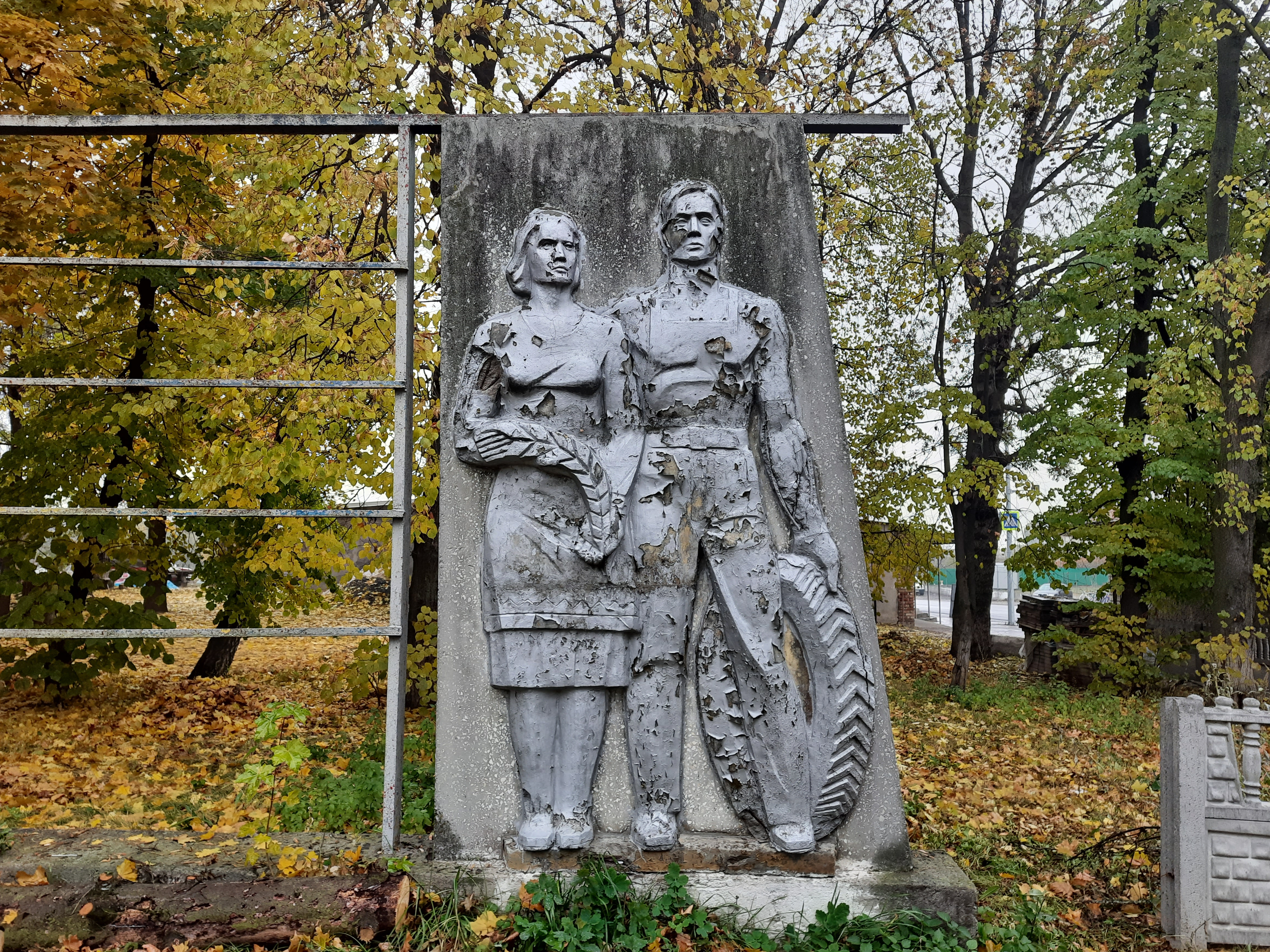
Стела в центрі села
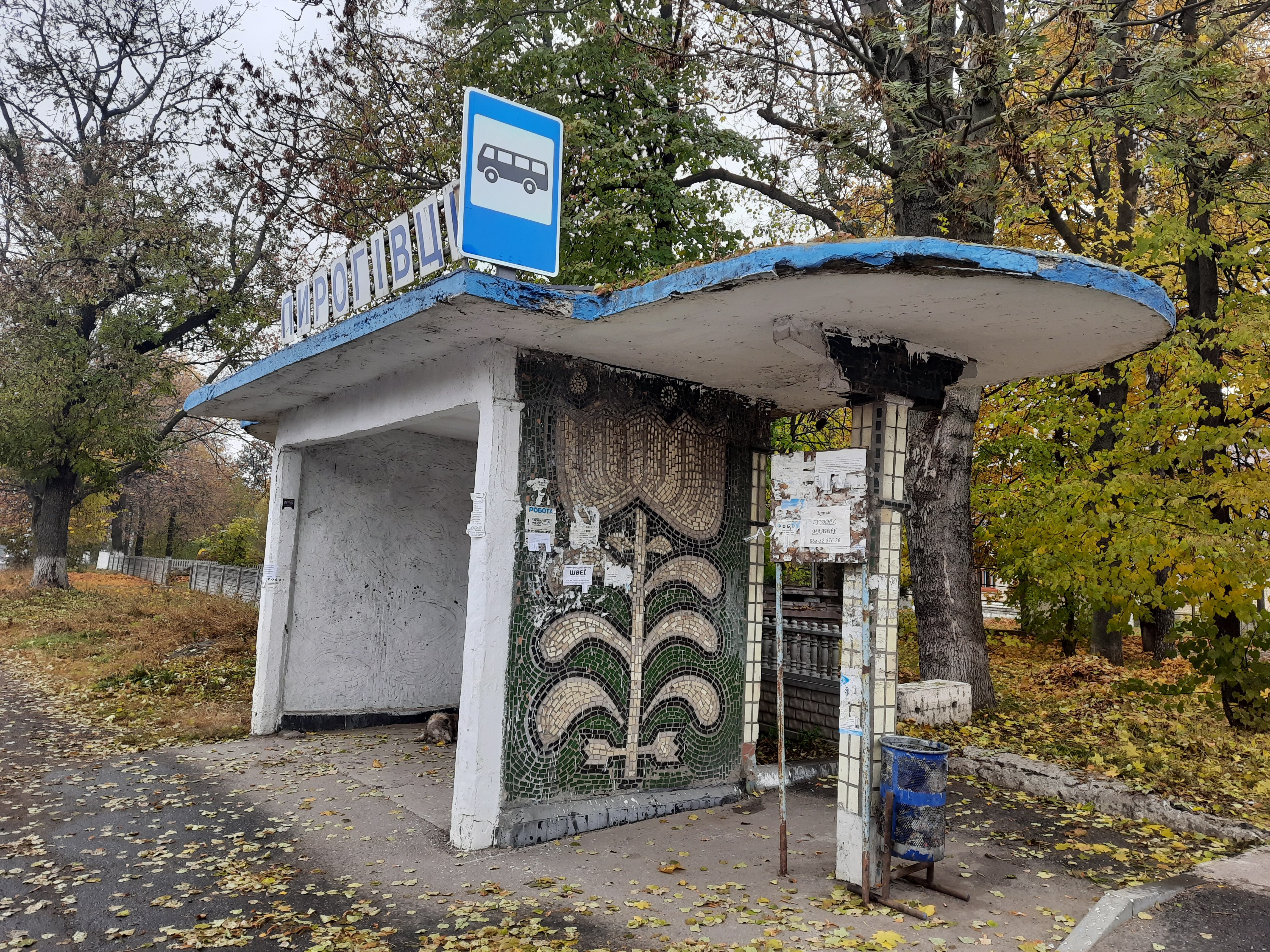
Автобусна зупинка
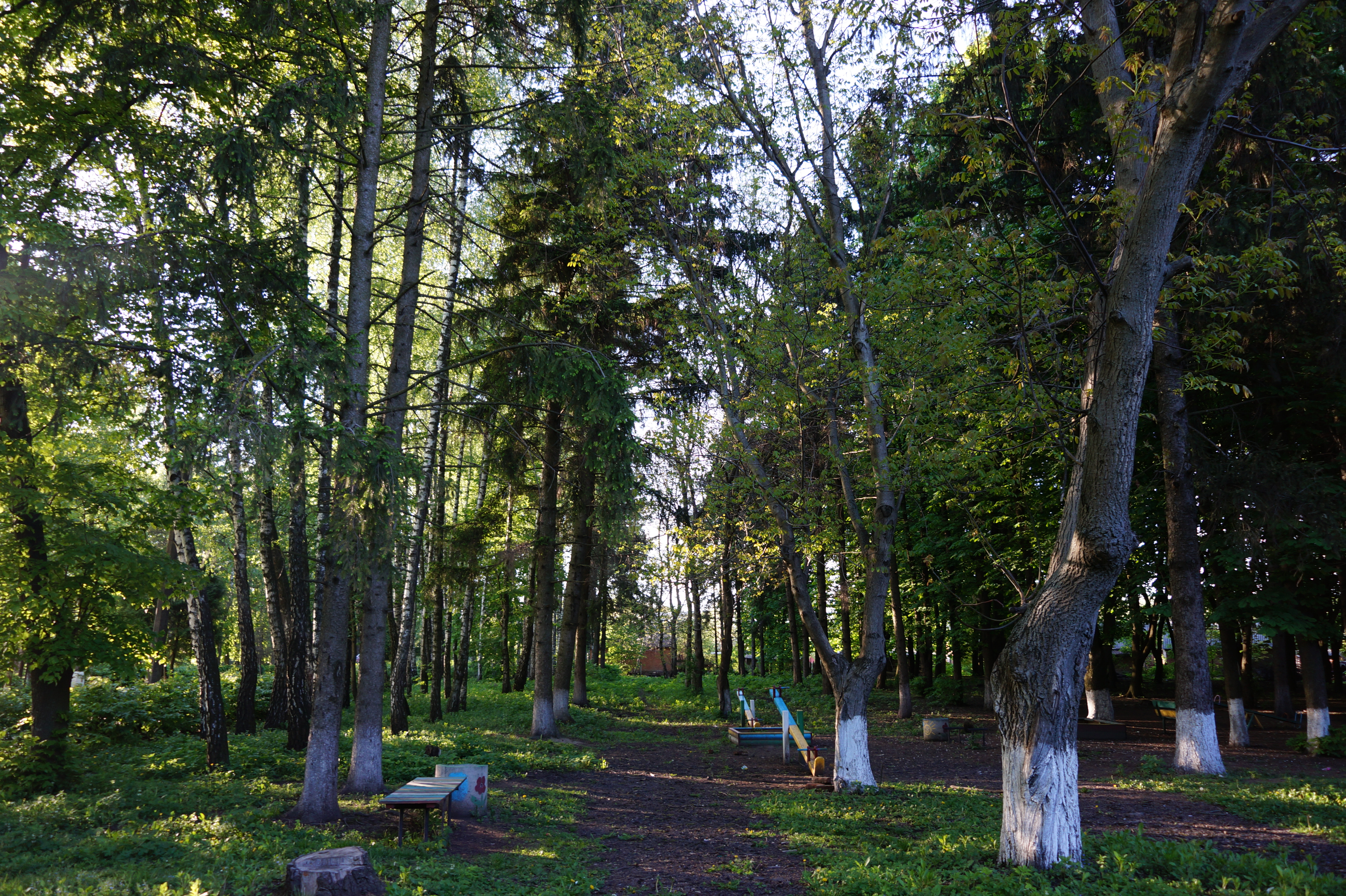
Парк в Пирогівцях
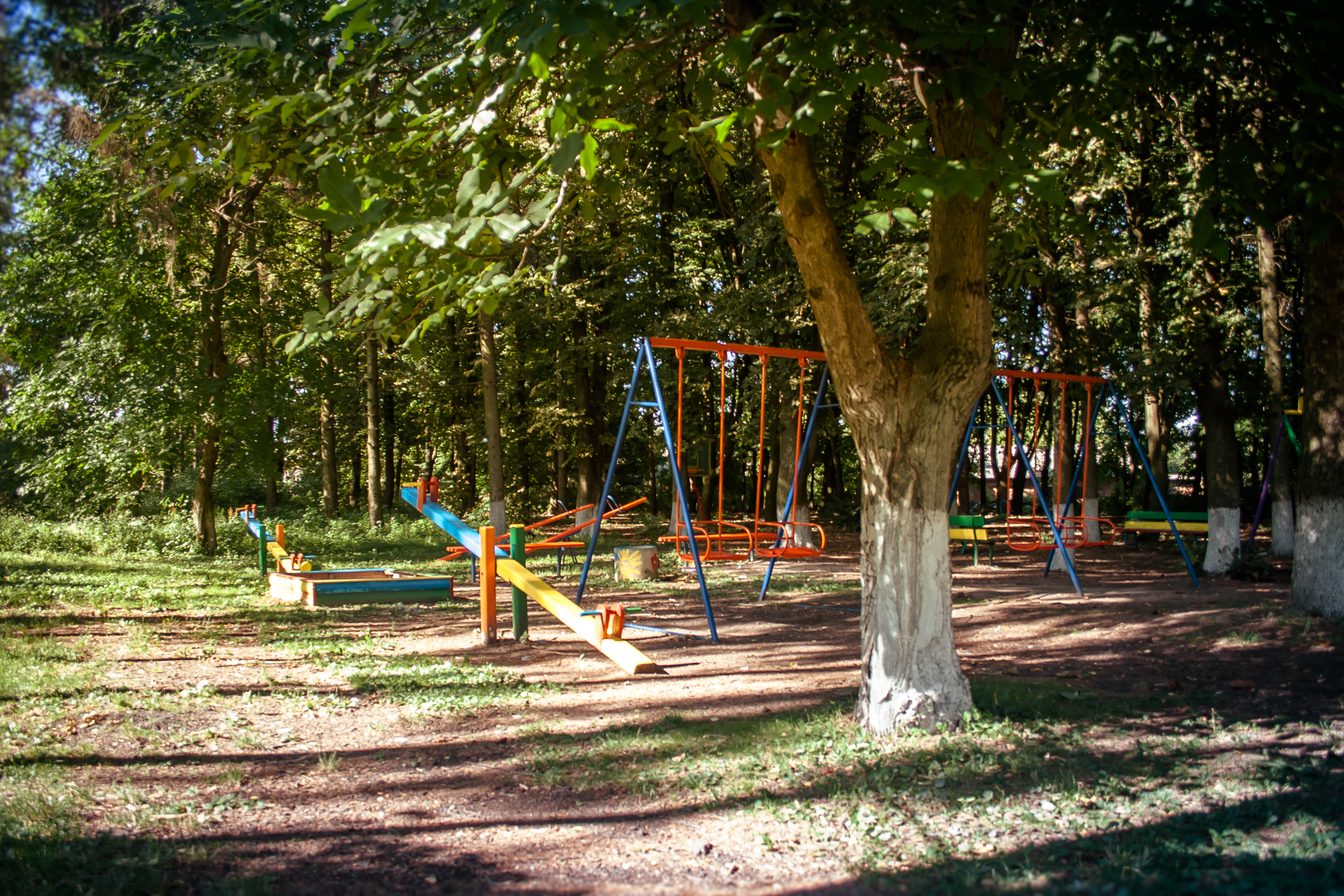
Парк в Пирогівцях
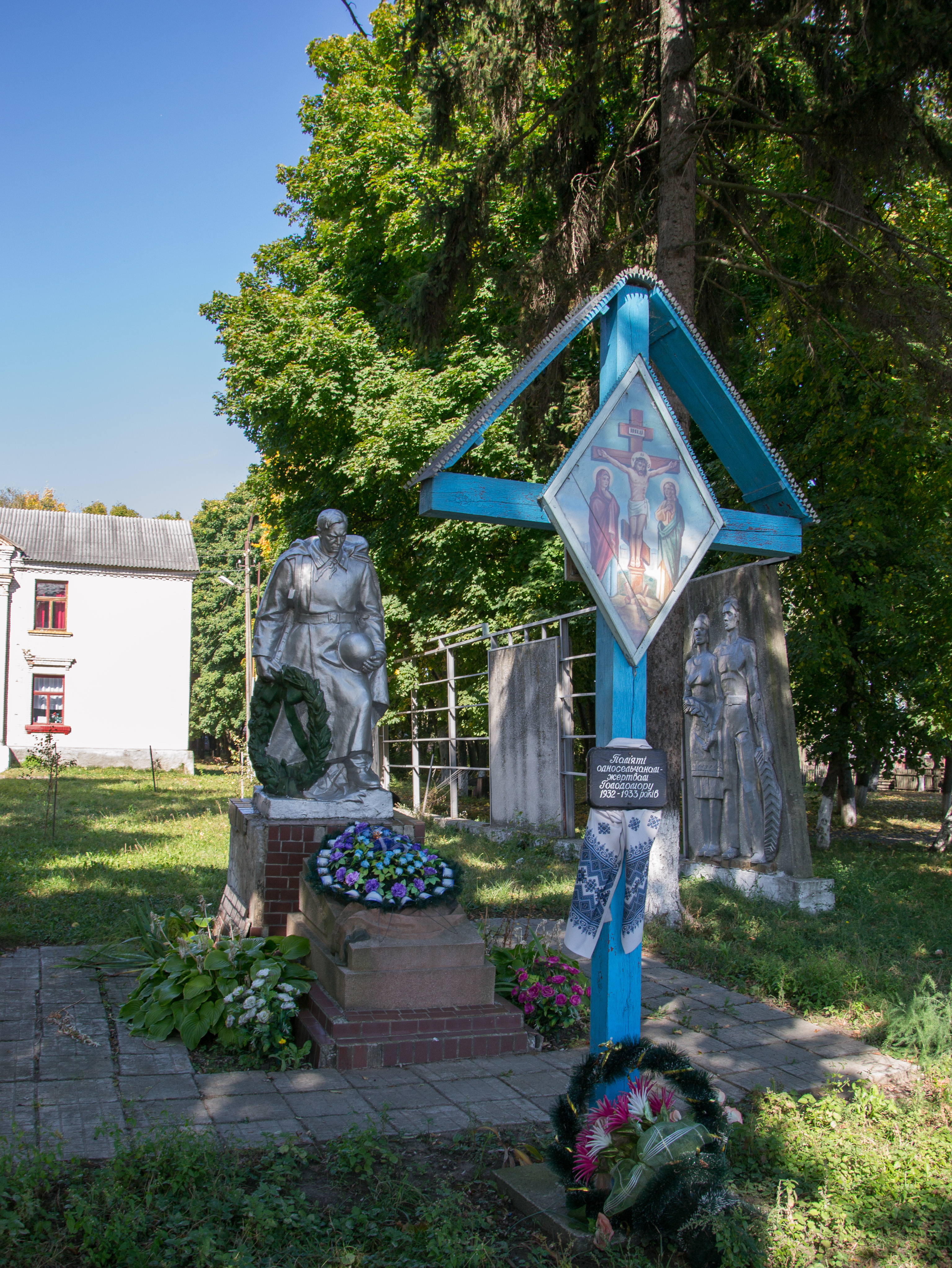
Братська могила радянських воїнів